# ثور فيليب أكسل جنسن
ثور فيليب أكسل جنسن (بالآيسلندية: Thor Jensen)‏ هو شخصية أعمال آيسلندي، ولد في 3 ديسمبر 1863، وتوفي في 12 سبتمبر 1947.